# Saatlen
Saatlen ist ein Quartier in der Schweizer Stadt Zürich im Stadtkreis 12 (Schwamendingen). Mit den Quartieren Schwamendingen Mitte und Hirzenbach bildet Saatlen den Stadtkreis 12.

## Geschichte
Anfang der 1940er Jahre wurde auf dem Gebiet Au/Auzelg das Projekt der Gartenstadt geplant. Durch die grosse Wohnungsnot im Zentrum der Stadt wurden teilweise Zwangsenteignungen vorgenommen, um den kinderreichen Familien einfache Häuser mit markanten Schopfanbauten und grossen Gärten zur Verfügung zu stellen. Abschätzig wurde diese Siedlung von den reicheren Stadtbürgern auch «Negerdörfli» genannt.
Die 1981 eröffnete Autobahn A1 trennte das Quartier Saatlen komplett von den anderen Schwamendinger Quartieren Hirzenbach und Schwamendingen Mitte ab. Seit 2025 besteht eine Überdachung der Autobahn die dieses Problem teilweise entschärft.
Obwohl das Quartier zu Schwamendingen gehört, ist der Grossteil der Bevölkerung seit je nach Oerlikon ausgerichtet. Von dort kommt auch die Post und die öffentlichen Verkehrsmittel verbinden Saatlen mit dem Bahnhof Oerlikon.

## Bevölkerungsentwicklung des Quartiers
Quelle:Statistik & Daten: Saatlen

## Ortsgliederung

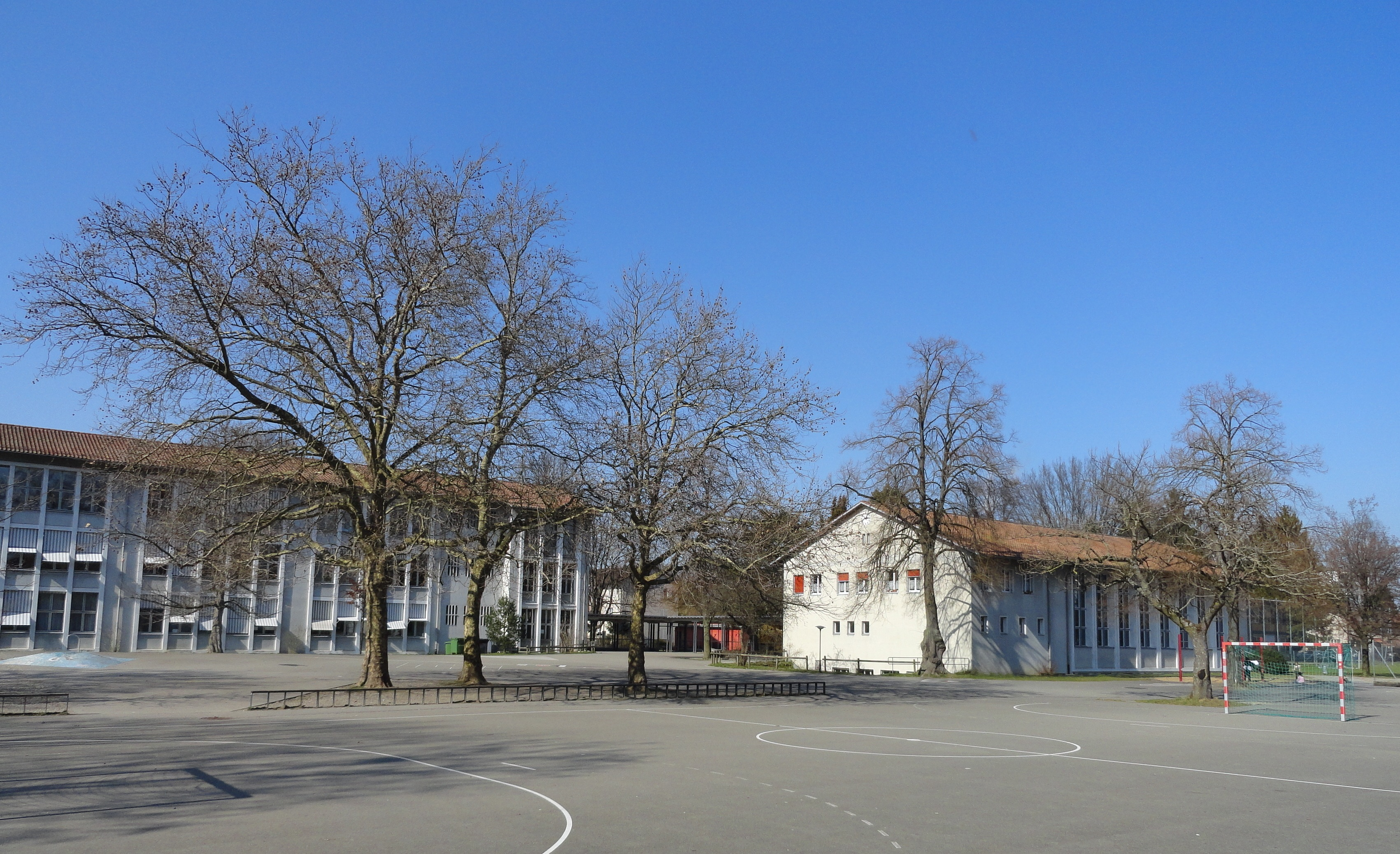
Schulhaus Saatlen

Im Norden liegt die Siedlung Auzelg. Neben den oben beschriebenen Bauten liegt ein grosses Areal mit vielen Schrebergärten, die die Grenze zu den Gemeinden Opfikon und Wallisellen bilden.
Im Südosten verläuft die Autobahn A1 und bildet die Grenze zum Schwamendinger Quartier Schwamendingen Mitte. Das sich auf Wallisellener Gemeindegebiet befindende Heizkraftwerk Aubrugg versorgt Zürich Nord mit Fernwärme. Die Siedlung Dreispitz  mit vielen Genossenschaftsbauten im Süden des Quartiers wurde in den 1950er Jahren gebaut. Im Nordwesten steht das Kehrichtheizkraftwerk Hagenholz. Es ist wie das Heizkraftwerk Aubrugg weitherum sichtbar. Der Riedgrabenweg bildet im Westen die Grenze zum Quartier Oerlikon.

## Religionsgemeinschaften
Reformierte Einwohner gehören zur ev.-ref. Kirchgemeinde Saatlen mit der gleichnamigen Kirche Saatlen, die 1966 aus einer Teilung der Kirchgemeinde Schwamendingen entstand. Zu ihr gehören knapp 1600 Mitglieder (Stand 2008). Die römisch-katholischen Einwohner gehören, wohnen sie in Saatlen, zur Pfarrei Herz Jesu Oerlikon. Wohnen sie im Auzelg, gehören sie zur Pfarrei St. Gallus in Schwamendingen. Aktiv im Quartier ist zudem die Heilsarmee. Schliesslich ist die Zahl von Muslimen in den letzten Jahren deutlich gestiegen.

## Verkehr

### Privater Verkehr
Im Südosten des Quartiers verläuft die Autobahn A1, die sich an dieser Stelle über Brücken nach Winterthur und Kloten verzweigt. Die stark befahrenen Überland-, Wallisellen-, Aubrugg und Hagenholzstrasse prägen ebenfalls das Bild des Quartiers. Saatlen ist durch flächendeckende Tempo 30-Zonen wie die anderen Schwamendinger Quartiere verkehrsberuhigt.

### Öffentlicher Verkehr
Die Buslinien 61, 62, 75, 781 und 787 erschliessen Saatlen mit den umliegenden Quartieren und Gemeinden:
- 61: Mühlacker – Bahnhof Affoltern – Bahnhof Oerlikon – Aubrücke – Wallisellen, Glatt
- 62: Waidhof – Bahnhof Affoltern – Bahnhof Oerlikon – Saatlenstrasse – Schwamendingerplatz
- 75: Seebacherplatz – Schönauring – Bahnhof Oerlikon Ost – Schwamendingerplatz (– Auzelg Ost)
- 781: Bahnhof Oerlikon – Hagenholz – Glattpark – Glattbrugg, Giebeleichstrasse
- 787: Bahnhof Oerlikon – Hagenholz – Aubrücke – Wallisellen, Glatt – Dietlikon, Bahnhof – Brüttisellen, Obere Wangenstrasse

Zwar durchquert die von Winterthur her kommende und nach Oerlikon führende S-Bahn Linie den Norden des Quartiers, eine eigene Haltestelle ist aber nicht vorhanden.
Die seit Dezember 2006 verkehrende Glattalbahn verbindet das Quartier mit Zürich Nord.